# Gerbilliscus nigricaudus
Gerbilliscus nigricaudus là một loài động vật có vú trong họ Chuột, bộ Gặm nhấm. Loài này được Peters mô tả năm 1879.